# Paraliterna apicalis
Paraliterna apicalis är en insektsart som först beskrevs av Victor Lallemand 1939.  Paraliterna apicalis ingår i släktet Paraliterna och familjen spottstritar. Inga underarter finns listade i Catalogue of Life.